# Looking for Grace
Looking for Grace is een Australische film uit 2015, geschreven en geregisseerd door Sue Brooks. De film ging in première op 3 september op het 72ste Filmfestival van Venetië.

## Verhaal
Wanneer de zestienjarige Grace wegloopt van huis, gaan haar ouders Dan en Denise op zoek naar haar. Ze trekken door het Westen van Australië samen met de gepensioneerde detective Norris. Grace, Dan en Denise ontdekken tijdens hun tocht hoe verwarrend maar ook hoe prachtig het leven kan zijn.

## Rolverdeling
| Acteur           | Personage |
| ---------------- | --------- |
| Richard Roxburgh | Dan       |
| Radha Mitchell   | Denise    |
| Odessa Young     | Grace     |
| Terry Norris     |           |
| Harry Richardson | Jamie     |